# Lieder der Grenzkrieger
Die Lieder der Grenzkrieger (albanisch Këngë Kreshnikësh oder Cikli i Kreshnikëve) sind ein Teil des Zyklus der traditionellen albanischen epischen Lieder. Mündlich von Barden überliefert, fanden sie im 17. oder 18. Jahrhundert ihre endgültige Fassung. Die Lieder wurden zum ersten Mal Anfang des 20. Jahrhunderts von den Franziskanern Shtjefën Gjeçovi und Bernardin Palaj niedergeschrieben. Palaj war wohl der erste, als er sie 1937 auf Albanisch publizierte. Robert Elsie übersetzte sie 2004 als Erster ins Englische. Die traditionellen albanischen Barden, die die Lieder auswendig vortragen, gehören zu den letzten dieser Art im modernen Europa.

## Geschichte
Die Lieder entstammen dem südslawischen Umfeld und wurden von zweisprachigen Sängern – einige sagen zurück – ins albanische Umfeld übersetzt. Untersuchungen zeigen, dass die von den albanischen Barden mündlich überlieferten Lieder aus dem 17. und 18. Jahrhundert stammen. Bei der Übertragung aus dem südslawischen Milieu Bosniens wurden die Lieder nicht einfach aus dem Serbischen übersetzt, sondern unabhängig ans nordalbanische Hochland angepasst.
Einige albanische Wissenschaftler gehen abweichend davon aus, dass die Lieder aus der Zeit vor der slawischen Einwanderung stammen. So thematisieren sie unter anderem den Einfall fremder Völker in diese Region.

### Untersuchungen der Vorkriegszeit
Der Franziskanerpriester Shtjefën Gjeçovi, der als erster den Kanun schriftlich festhielt, hat auch die Lieder der Grenzkrieger gesammelt und niedergeschrieben. Nach 1919 wurde Gjeçovis Arbeit durch den Priester Bernandin Palaj fortgeführt. Sowohl Gjeçovi wie auch Palaj reisten zu Fuß durch die Berge, um die Barden zu finden und die Lieder aufzuzeichnen. Das Buch Këngë Kreshnikësh dhe Legenda (deutsch: Lieder der Grenzkrieger und Legenden) erschien als erste Publikation im Jahr 1937 nach Gjeçovis Tod. Es wurde ins später ins Buch Visaret e Kombit (englisch Treasures of the Nation) (deutsch: Schätze der Nation) aufgenommen.
Zu dieser Zeit, als man sich in Albanien um die Sammlung der Lieder bemühte, begannen sich auch jugoslawische Gelehrte für die des Lesens unkundigen Barden des Sandschaks und Bosniens zu interessieren. Das weckte das Interesse von Milman Parry, ein auf Homer spezialisierter Dozent der Harvard University, und seines Assistenten Albert Lord. Während eines einjährigen Aufenthalts in Bosnien (1934/35) nahmen Parry und Lord 12.500 Texte auf.
Von den fünf aufgenommenen Barden waren vier Albaner: Salih Ugljanin, Djemal Zogic, Sulejman Makic und Alija Fjuljanin. Diese Sänger, die aus Novi Pazar und dem Sandschak stammten, konnten ihre Lieder sowohl auf Albanisch als auch auf serbo-kroatisch vortragen.
Im Jahr 1937, kurz nach dem Tod von Parry, reiste Lord nach Albanien. Er begann, Albanisch zu lernen und bereiste durch das ganze Land, um die albanischen Heldenlieder zu sammeln. Sie werden in der Milman Parry Collection an der Harvard University gesammelt. Über sein Unternehmen berichtete Parry das Folgende:

„Als wir in Novi Pazar waren, hat Parry einige albanische Lieder von einem Sänger aufgenommen, der in beiden Sprachen vortrug. Das Musikinstrument, das er nutzte, um die Lieder zu begleiten, war die Gusle (albanisch Lahuta), aber die Zeile ist kürzer als der serbische Zehnsilbler und eine primitive Art des Reimens ist normal. Es war klar, dass Studien über den Austausch von Aufbau und Übergängen zwischen diesen beiden Dichtungen ertragreich sein dürfte, da es aufzeigen kann, was passiert, wenn mündlich überlieferte Dichtung von einer Sprachgruppe in eine andere benachbarte übertritt. Jedoch fehlte uns 1935 die Zeit, um ausreichend Material zu sammeln und die albanische Sprache zu lernen. Als ich im Sommer 1937 in Dubrovnik war, hatte ich die Gelegenheit, Albanisch zu lernen. Und im September und Oktober dieses Jahres reiste ich durch die Berge von Nordalbanien, von Shkodra nach Kukës via Boga, Theth, Abat und Tropoja. Auf dem Rückweg wählte ich eine südlichere Route. Ich sammelte ungeführt hundert lokale Erzähllieder – die meisten waren kurz, aber einige zwischen 500 und 1000 Zeilen lang. Wir fanden heraus, dass einige Lieder sowohl in der serbo-kroatischen wie auch in der albanischen Tradition vorkommen und dass einige der muslimischen Helden der jugoslawischen Dichtung wie Mujo und Halili Hrnjica und Đerzelez Alija auch im Albanischen vorkommen. Es bleibt in diesem Bereich noch viel Arbeit, bevor wir genau sagen können, wie sich die beiden Traditionen zueinander verhalten.“

### Untersuchungen der Nachkriegszeit
Die Erforschung der albanischen Literatur wurde in den 50er Jahren mit der Gründung des Albanischen Wissenschaftlichen Instituts, dem Vorläufer der Albanischen Akademie der Wissenschaften, wiederaufgenommen. Die Gründung des Folkloreinstituts in Tirana im Jahr 1961 war von großer Bedeutung für die fortdauernde Forschung und die Publikation zu Themen der Folklore auf einem hochstehenden wissenschaftlichem Niveau. Zudem trug auch die Gründung des Albanischen Instituts (albanisch Instituti Albanologjik) in Pristina zur Publikation einiger Werke über das albanische Epos bei.
Das serbo-kroatische Epos scheint seit der Zeit von Parry und Lord ausgestorben zu sein, da es keine Barden mehr gibt, die diese Lieder vortragen, während das albanische Epos noch lebendig ist. Es gibt noch eine beträchtliche Zahl von Lahutaren in Albanien, im Kosovo und auch in den albanischen Gebieten Montenegros. Man geht davon aus, dass diese Männer die letzten traditionellen einheimischen Sänger von epischen Versen in Europa sind.
Aneinandergereiht bilden die Lieder ein langes Gedicht, ähnlich dem finnischen Kalevala, das 1835 von Elias Lönnrot aus finnischer und karelischer Folklore zusammengetragen und publiziert wurde.
Die Lieder der Grenzkrieger werden als die maßgebende Inspiration für Gjergj Fishtas Epos Lahuta e Malcis betrachtet.

## Bekannte Lieder
- Martesa e Mujit (Mujis Hochzeit)
- Fuqia e Mujit (Mujis Macht)
- Orët e Mujit (Mujis Stunden)
- Ajkuna qan Omerin (Ajkuna trauert um Omer)
- Martesa e Halilit (Halilis Hochzeit)
- Muji e tri zanat e malit (Muji und die Zanen vom Berg)
- Halili pret Pajo Hashashi (Halili wartet auf Pajo Hashashi)

### Gjergj Elez Alia
Eines der bekanntesten Lieder des Zyklus ist das von Gjergj Elez Alia, dem Krieger, der mit neun Wunden an seinem Körper neun Jahre lang zuhause im Krankenbett lag. Als er die Nachricht erhielt, dass Balozi i Zi (der schwarze Ritter) aus dem Meer gekommen sei und Menschen töte, erhebt sich Gjergj und tötet den Balozi.